# Amerila madagascariensis
Amerila madagascariensis is een vlinder uit de familie spinneruilen (Erebidae), onderfamilie beervlinders (Arctiinae). De wetenschappelijke naam van de soort is voor het eerst geldig gepubliceerd in 1847 door Boisduval.
Deze nachtvlinder komt voor in tropisch Afrika.